# 中国驻格鲁吉亚大使馆
中华人民共和国驻格鲁吉亚大使馆，通称中国驻格鲁吉亚大使馆，是中华人民共和国驻格鲁吉亚的外交代表机构。馆址位于格鲁吉亚首都第比利斯的巴尔诺瓦大街52号（52 Barnov Str.）。

## 机构设置
中国驻格鲁吉亚大使馆设置下列机构：
- 经济商务处
- 武官处

## 历史
1992年6月9日，中华人民共和国与格鲁吉亚共和国建交。同年10月，中国设立驻格鲁吉亚共和国大使馆。1995年8月24日，格鲁吉亚通过新宪法，国名改为格鲁吉亚，大使馆随之更名为中华人民共和国驻格鲁吉亚大使馆。

## 外部連結
- 中华人民共和国驻格鲁吉亚大使馆官方网站（简体中文）（英文）
- 中国驻格鲁吉亚大使馆的Facebook專頁